# Kattrin (coloriste)
Kattrin Reculé, née Catherine Arhab, le 13 avril 1970 dans la province de Luxembourg, est une illustratrice et coloriste belge. C’est l’épouse d’Henri Reculé.

## Biographie

### Jeunesse et formations
Catherine Arhab naît le 13 avril 1970 dans la province de Luxembourg,. Kattrin prend des cours des arts appliqués dans la communauté scolaire Saint-Benoît à Habay-la-Neuve dans la région wallonne.
Après avoir travaillé dans un studio de dessin animé à Luxembourg, elle part vivre à Liège, en 1997, pour étudier, tous les soirs, l’illustration à l’école supérieure des arts Saint-Luc (ESA) pendant trois ans : elle y découvre avec passion la littérature de jeunesse, notamment en illustration et en bande dessinée.

### Carrière
Sa carrière de coloriste de bande dessinée commence en 2009, en commençant par les rééditions des Cassio.

### Vie privée
Kattrin est l’épouse d’Henri Reculé.

## Œuvres

### Illustration
- Pirates : jeux avec autocollants, textes de Jean-Marc Daume, Chevron : Hemma, 2007  (ISBN 978-2-8006-9769-7)
- Je colorie les pirates, textes de Jean-Marc Daume, Chevron : Hemma, 2008  (ISBN 978-2-8006-9771-0)
- Contes arc-en-ciel, textes de Calouan, ill. de Jessica Secheret, Anne-Marie Frisque, Chevron : Hemma, 2008  (ISBN 978-2-8006-9876-2).

### Comme coloriste de dessins animés
Sauf indication contraire, les informations mentionnées dans cette section peuvent être confirmées par la base de données cinématographiques IMDb,  présente dans la section « Liens externes ».
- Le Chameau blanc, téléfilm (1991)
- Cococinel, série télévisée, assistant animator (1992)
- Werner - Das muss kesseln!!!, inbetween artist: Thierry Schiel & S.K. Studio, 1996
- Fritzi - Une aventure révolutionnaire, artiste-background, 2019.